# Cambodia Angkor Air
Cambodia Angkor Air (Compagnie Cambodia Angkor) es una aerolínea camboyana y vietnamita. Esta es una empresa conjunta entre el gobierno vietnamita y el gobierno de Camboya, contribuyendo este último el 51%. Es la primera compañía aérea nacional de Camboya desde 2001, año en el que Royal Air Cambodge quebró. 

## Destinos
| Países    | Destinos            | Aeropuertos                                                              |
| --------- | ------------------- | ------------------------------------------------------------------------ |
| Camboya   | Nom Pen (hub)       | Aeropuerto Internacional de Nom Pen                                      |
| Camboya   | Siem Reap (hub)     | Aeropuerto Internacional de Angkor                                       |
| Camboya   | Sihanoukville       | Aeropuerto Internacional de Sihanoukville                                |
| China     | Cantón              | Aeropuerto Internacional de Cantón-Baiyun                                |
| China     | Changsha (chárter)  | Aeropuerto Internacional de Changsha-Huanghua                            |
| China     | Chengdu (chárter)   | Aeropuerto Internacional de Chengdu-Shuangliu                            |
| China     | Chongqing (chárter) | Aeropuerto Internacional de Chongqing-Jiangbei                           |
| China     | Haikou              | Aeropuerto Internacional de Haikou-Meilan                                |
| China     | Hangzhou            | Aeropuerto Internacional de Hangzhou-Xiaoshan                            |
| China     | Hefei (chárter)     | Aeropuerto Internacional Hefei-Xinqiao                                   |
| China     | Nanchang (chárter)  | Aeropuerto Internacional de Nanchang-Changbei                            |
| China     | Ningbo (chárter)    | Aeropuerto Internacional de Ningbo-Lishe                                 |
| China     | Pekín               | Aeropuerto Internacional de Pekín-Capital                                |
| China     | Shanghái            | Aeropuerto Internacional de Shanghái-Pudong                              |
| China     | Shenyang (chárter)  | Aeropuerto Internacional de Shenyang-Taoxian                             |
| China     | Tianjin (chárter)   | Aeropuerto Internacional de Tianjin-Binhai                               |
| China     | Wenzhou (chárter)   | Aeropuerto Internacional de Wenzhou-Longwan                              |
| China     | Wuxi (chárter)      | Aeropuerto Internacional de Sunan-Shuofang                               |
| China     | Zhengzhou           | Aeropuerto Internacional de Zhengzhou-Xinzheng                           |
| Hong Kong | Hong Kong           | Aeropuerto Internacional de Hong Kong (inicia el 3 de febrero de 2024)   |
| India     | Delhi               | Aeropuerto Internacional Indira Gandhi (inicia el 1 de febrero de 2024)  |
| Laos      | Vientián            | Aeropuerto Internacional Wattay                                          |
| Palaos    | Koror               | Aeropuerto Internacional Roman Tmetuchl (inicia el 3 de febrero de 2024) |
| Singapur  | Singapur            | Aeropuerto Internacional de Singapur (inicia el 2 de enero de 2024)      |
| Vietnam   | Ciudad Ho Chi Minh  | Aeropuerto Internacional de Tan Son Nhat                                 |
| Vietnam   | Đà Nẵng             | Aeropuerto Internacional de Đà Nẵng                                      |
| Vietnam   | Hanói               | Aeropuerto Internacional de Nội Bài                                      |

## Flota

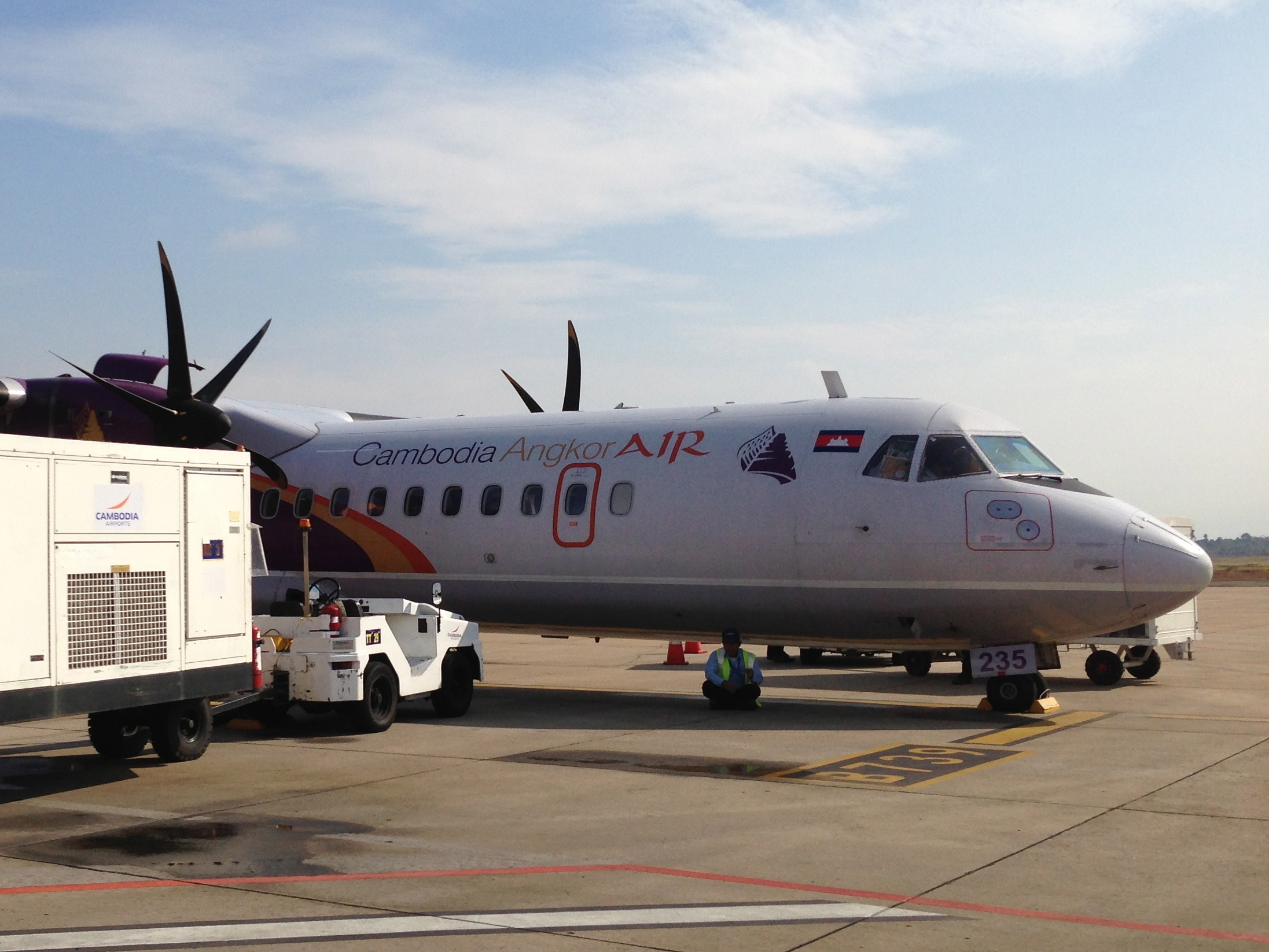
ATR72 de Cambodia Angkor Air

La flota de Cambodia Angkor Air se compone de las siguientes aeronaves:
| Aeronaves       | En servicio | Pedidos | Pasajeros                                             | Pasajeros                                             | Pasajeros                                             | Matrículas                                            | Antigüedad                                            |
| Aeronaves       | En servicio | Pedidos | C                                                     | Y                                                     | Total                                                 | Matrículas                                            | Antigüedad                                            |
| --------------- | ----------- | ------- | ----------------------------------------------------- | ----------------------------------------------------- | ----------------------------------------------------- | ----------------------------------------------------- | ----------------------------------------------------- |
| ATR 72-500      | 2           | 1       | —                                                     | 66                                                    | 66                                                    | XU-235                                                | 13,9 años                                             |
| ATR 72-500      | 2           | 1       | —                                                     | 66                                                    | 66                                                    | XU-236                                                | 13,8 años                                             |
| Airbus A320-200 | 2           | 1       | —                                                     | 180                                                   | 180                                                   | XU-356                                                | 7,1 años                                              |
| Airbus A320-200 | 2           | 1       | —                                                     | 180                                                   | 180                                                   | XU-353                                                | 7 años                                                |
| Airbus A321-200 | 1           | —       | 16                                                    | 168                                                   | 184                                                   | XU-350                                                | 11,2 años                                             |
| Total           | 5           | 2       | Edad media de la flota (diciembre de 2023): 10,6 años | Edad media de la flota (diciembre de 2023): 10,6 años | Edad media de la flota (diciembre de 2023): 10,6 años | Edad media de la flota (diciembre de 2023): 10,6 años | Edad media de la flota (diciembre de 2023): 10,6 años |